# Lóngos (ort i Grekland, Thessalien)
Lóngos är en ort i Grekland.   Den ligger i prefekturen Trikala och regionen Thessalien, i den centrala delen av landet, 240 km nordväst om huvudstaden Aten. Lóngos ligger 100 meter över havet och antalet invånare är 381.
Terrängen runt Lóngos är platt åt sydväst, men åt nordost är den kuperad. Runt Lóngos är det ganska tätbefolkat, med 86 invånare per kvadratkilometer. Närmaste större samhälle är Trikala, 6,5 km väster om Lóngos. Trakten runt Lóngos består till största delen av jordbruksmark.